# Hector Crémieux

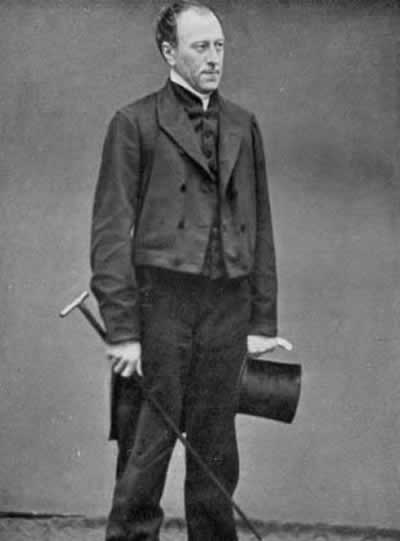
Hector Crémieux

Hector Crémieux (* 10. November 1828 in Paris; † 30. September 1892 ebenda) war ein französischer Dramatiker und Librettist.
Crémieux, der mit dem Juristen und Politiker Adolphe Crémieux verwandt war, studierte in Paris Jura. Er beteiligte sich als Leutnant der Garde Civil an der Februarrevolution 1848 und war danach im Staatsdienst.
1851 verfasste er mit seinem Bruder Émile Crémieux eine Adaption von Schillers Fiesco für die französische Bühne. Weitere Dramen verfasste er mit Adolphe d' Ennery, Eugène Woestyn, Ernest Bourget, Charles-Theodor Cogniard, Jean-Hippolyte Cogniard, der Comtesse de Martel, Ludovic Halévy, Philippe Gille, Henri Bocage und Ernest Blum.
Als Librettist arbeitete er für Jacques Offenbach, Léo Delibes, Hervé und Léon Vasseur. Sein bekanntestes Werk ist das Libretto zu Offenbachs Orpheus in der Unterwelt. Insgesamt verfasste er mehr als fünfundvierzig Theaterstücke und Libretti. 1864 wurde er als Ritter der Ehrenlegion ausgezeichnet.

## Werke
- Fiesque: drame en cinq actes et huit tableaux, en vers, d’après Schiller, 1852
- Le savetier et le financier (Operette, J. Offenbach), 1856
- Une demoiselle en loterie (Operette, J. Offenbach), 1857
- Orphée aux enfers (Operette, J. Offenbach), 1858
- Germaine: drame en cinq actes et huit tableaux, 1858
- Geneviève de Brabant (Operette, J. Offenbach), 1859
- La voie sacrée, ou, Les étapes de la gloire: drame militaire en cinq actes, 1859
- Le pied de mouton, 1859
- La chanson de Fortunio (Operette, J. Offenbach), 1861
- Le pont des soupirs (Operette, J. Offenbach), 1861
- M. Choufleuri restera chez lui le . . .(Operette, J. Offenbach), 1861
- Le roman comique (Operette, J. Offenbach), 1861
- Les eaux d’Ems (Operette, L. Delibes), 1861
- Jacqueline, (Operette, J. Offenbach), 1862
- Les bergers (Operette, J. Offenbach), 1865
- Robinson Crusoé, (Operette, J. Offenbach), 1867
- Le petit Faust (Operette, Hervé), 1869
- Les Turcs (Operette, Hervé), 1869
- Le trône d’Écosse (Operette, Hervé), 1871
- La jolie parfumeuse, (Operette, J. Offenbach), 1873
- La veuve du Malabar (Operette, Hervé), 1873
- Bagatelle (Operette, J. Offenbach), 1874
- La famille Trouillat (Operette, L.Vasseur), 1874
- La belle poule (Operette, Hervé), 1875
- La foire Saint-Laurent (Operette, J. Offenbach), 1877
- L’Abbe Constantin, 1882
- Autour du mariage, 1883

| Personendaten    | Personendaten                           |
| ---------------- | --------------------------------------- |
| NAME             | Crémieux, Hector                        |
| KURZBESCHREIBUNG | französischer Dramatiker und Librettist |
| GEBURTSDATUM     | 10. November 1828                       |
| GEBURTSORT       | Paris                                   |
| STERBEDATUM      | 30. September 1892                      |
| STERBEORT        | Paris                                   |